# Quai de la Rapée (metropolitana di Parigi)
Quai de la Rapée è una stazione ubicata sulla linea 5 della metropolitana di Parigi e si trova nel XII arrondissement.

## La stazione

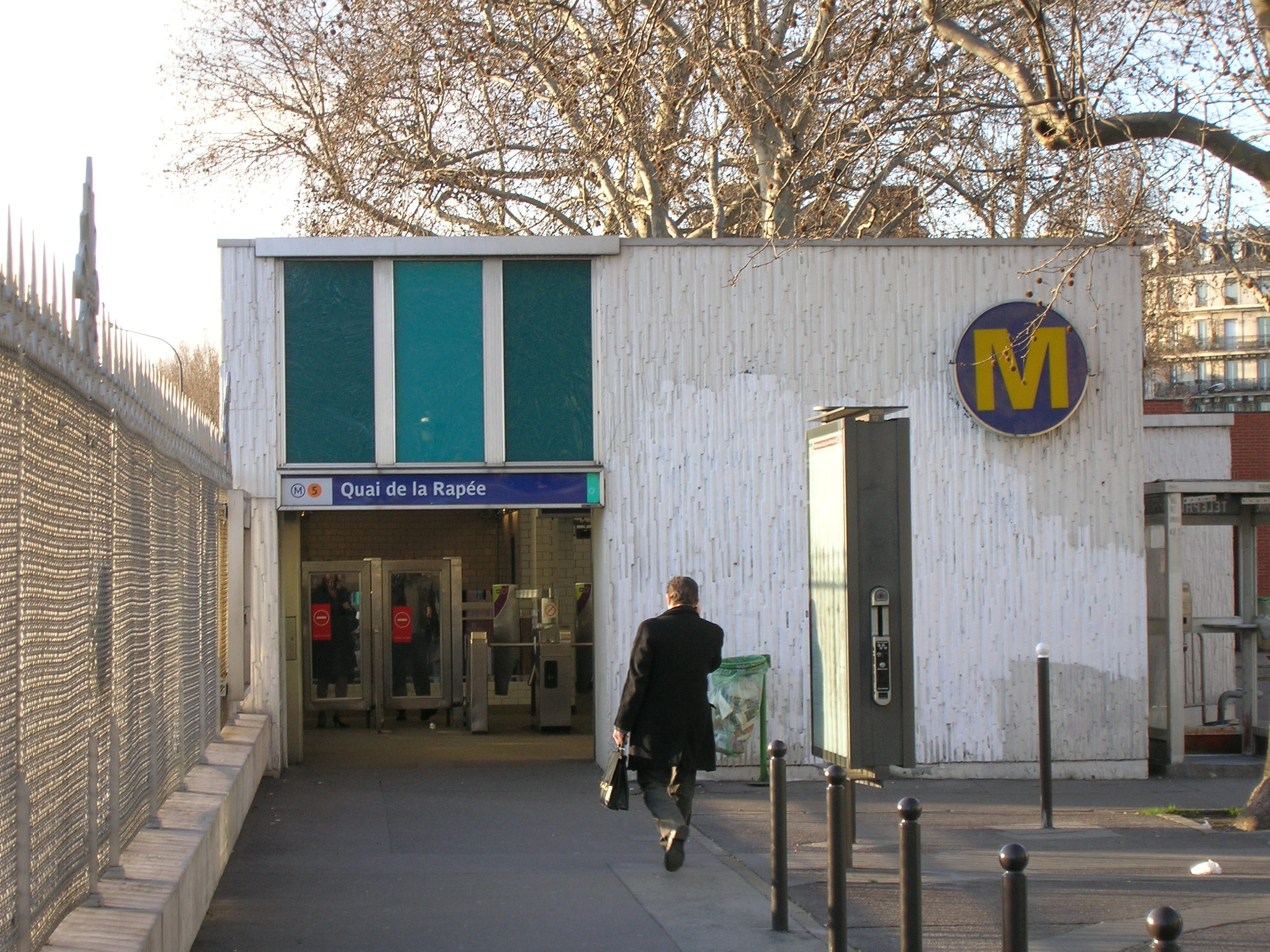
L'ingresso alla stazione

La stazione si trova all'esterno fra pont Morland e voie Georges Pompidou, a nord-ovest del quai de la Rapée.
In direzione Place d'Italie, il Metro raggiunge la gare d'Austerlitz attraversando la Senna sul viadotto d'Austerlitz.
Prima di transitare sul viadotto per raggiungere la gare d'Austerlitz, i binari svoltano a destra passando intorno all'Istituto medico legale di Parigi, su di un viadotto elicoidale.

## Nome della stazione
La stazione aveva originariamente il nome di Mazas, antica prigione che portava il nome di Jacques François Marc Mazas (1765-1805) colonnello caduto nella Battaglia di Austerlitz. Il suo nome venne poi cambiato in Pont d'Austerlitz e successivamente nell'attuale.

## Storia
La stazione fu un tempo terminal della linea 5 al momento della prima apertura il 13 luglio 1906. La linea proveniente da Place d'Italie traversava la Senna sul viadotto di Austerlitz fino alla stazione. Allo scopo di facilitare le interconnessioni, la linea si indirizzava verso la Gare de Lyon utilizzando un binario di servizio ancora esistente. Questa deviazione rimase operante dal 1º agosto al 17 dicembre 1906 data nella quale la linea raggiunse la stazione Bastille e venne prolungata verso Jacques Bonsergent.

### Accessi
- quai de la Rapée, place Mazas

## Interconnessioni
- A breve distanza (fermata Pont d'Austerlitz - Quai de la Rapée), bus RATP - 24, 57, 61, 63, 91
- Allo stesso posto Noctilien - N01, N02, N31